# Heringsmaräne
Die Heringsmaräne (Coregonus clupeaformis, engl. Lake Whitefish) ist ein in Nordamerika beheimateter Süßwasserfisch der Gattung Coregonus (Felchen, Renken, Maränen) in der Familie der Lachsfische. Sie ist in einem großen Teil Kanadas und in den nördlichen US-Bundesstaaten Minnesota und Michigan an den Großen Seen verbreitet. Sie ist ein wertvoller Speisefisch und wird auch gelegentlich geangelt.
Ihre Färbung ist olivgrün bis blau auf dem Rücken, mit silbrigen Seiten. Das kleine Maul steht unter einer abgerundeten Schnauze, und der Schwanz ist tief gegabelt. Ihr Lebensraum sind Süßwasserseen, wo sie tiefes, kühles Wasser bevorzugt.
Die Heringsmaräne laicht zwischen September und Januar in zwei bis vier Meter tiefem Wasser. Im Spätsommer ist das Athabasca-Delta Durchgangsstation einer großen Laichwanderung, die sich den Athabasca River aufwärts bewegt. Die längste ununterbrochene Wanderung einer markierten Maräne erstreckte sich über 388 km, von Fort McMurray zum Nordufer des Athabascasees in Alberta.
Natürliche Fressfeinde sind u. a. Quappe, Hecht und der Namaycushsaibling.
Die Heringsmaräne gehört zu den Bodenrenken und ernährt sich von Krebstieren, Schnecken, Insekten und anderen kleinen Wassertieren.

## Die Heringsmaräne und die Evolution
Seit dem Ende der letzten Kaltzeit (vor etwa 12.000 Jahren) waren Maränen in der Lage, viele nordamerikanische Seen wiederzubesiedeln. Während sie in diese Lebensräume einwanderten, bildeten sich durch adaptive Radiation eine Reihe morphologisch unterschiedlicher Populationen heraus, sodass jetzt innerhalb der Art zwei Hauptökotypen unterschieden werden: ein „normaler“ und ein „Zwerg“-Ökotyp. Diese Ökotypen unterscheiden sich hauptsächlich dadurch, dass sie die benthische bzw. pelagische Zone besetzen. Die „normale“ Maräne wird außerdem wesentlich größer und ist langlebiger als die „Zwergmaräne“.
Viele dieser Populationen kommen sympatrisch vor und sind voneinander reproduktiv isoliert. Die Tatsache, dass es sich um junge Arten handelt, macht sie zu erstklassigen Kandidaten für das Studium der evolutionären Kräfte, die zu ihrer ökologischen Divergenz und reproduktiven Isolation geführt haben.